# Bohumil Klein
Bohumil Klein (25. července 1898 Svatý Jan nad Malší – 14. října 1939 Praha, Věznice Pankrác) byl voják z povolání a účastník českého odboje za okupace na počátku 2. světové války.

## Životopis
Narodil se Václavu a Kateřině Kleinovým ve Svatém Janu nad Malší, kde byl 22. října 1939 i pohřben. Se svou ženou Boženou Kleinovou měl syna Radomíra Kleina Jánského.

### Mládí
Vystudoval čtyřtřídní obecnou školu ve Svatém Janu nad Malší. V roce 1910 začal studovat na českém vyšším gymnáziu v Českých Budějovicích, ale v únoru 1917 musel studia předčasně ukončit a nastoupit vojenskou službu. Maturitu složil 18. 8. 1918 během dovolené z italské fronty.

### Ve službě
Za první světové války byl odveden 25. 1. 1917 jako dobrovolník do rakousko-uherské armády, kde sloužil v 91. pěším pluku. Po výcviku odešel na italskou frontu. Do zajetí padl 29. 10. 1918 (necelý týden před uzavřením příměří) a v zajateckém táboře ve Veroně byl až do 14. 1. 1919, kde se přihlásil k činné službě v čs. armádě a v hodnosti podporučíka byl zařazen k 28. československému domobraneckému praporu v Itálii, s nímž se vrátil na jaře téhož roku do Československa. Poté se účastnil bojů proti maďarským bolševikům na Slovensku. Dne 1. 11. 1920 aktivován v hodnosti poručíka pěchoty jako důstojník z povolání.
Dnem 1. 10. 1937 byl ustanoven vojenským atašé ČSR v Budapešti a funkci vykonával až do jara 1939. Po vzniku protektorátu byl odvolán do Prahy. Ihned po svém návratu do úřadu 2. 5. 1939 byl v budově MNO gestapem zatčen a ještě týž den propuštěn. V červenci 1939 absolvoval v Praze kurs pro tiskové referenty a poté působil jako šéfredaktor v brněnské pobočce ČTK. Toto zaměstnání sloužilo jako krytí jeho rozsáhlé zpravodajské činnosti v rámci sítě tzv. tiskových důvěrníků ministerského rady Zdeňka Schmoranze, v níž zastával funkci Schmoranzova zástupce pro Moravu. Spolu s dalšími tiskovými důvěrníky byl zatčen brněnským gestapem na schůzce ve Zlíně 25. 8. 1939. Odtud byli všichni převezeni do Brna a vězněni na hradě Špilberk. Major Klein byl po několikatýdenním věznění převezen 12. 10. 1939 do Prahy. Zde ho 13. října čekal těžký výslech v sídle pražského gestapa v Petschkově paláci a následující den ráno byl nalezen mrtev.
Dle oficiálního sdělení gestapa, a jak uvedeno i na úmrtním listu, se ve své cele oběsil. Jeho ostatky byly vydány rodině a 22. 10. 1939 byly pohřbeny do rodinného hrobu v jeho rodišti. Dne 23. 10. 1939 za něj byla v kostele sv. Jana Nepomuckého sloužena zádušní mše.

## Ocenění
- Pamětní kříž československého dobrovolce z let 1918–1919[6]
- Československá medaile Vítězství[6]
- Ordinul Steaua Romăniei eu spade in gradul Ofiter cu paglica de Virtute Militara[6]
- V roce 1945 získal Československý válečný kříž 1939 in memoriam a byl povýšen na plukovníka generálního štábu rovněž in memoriam.